# Most of My Heroes Still Don't Appear on No Stamp
Most of My Heroes Still Don't Appear on No Stamp è l'undicesimo album del gruppo hip hop statunitense Public Enemy, pubblicato nel 2012.
| Recensione           | Giudizio |
| -------------------- | -------- |
| AllMusic             | [ 1 ]    |
| Consequence of Sound | B-       |
| Robert Christgau     | A-       |

## Tracce
1. Run Till It's Dark – 3:19 – C-Doc
2. Get Up Stand Up (featuring Brother Ali) – 5:04 – Gary G-Wiz
3. Most of My Heroes Still... (featuring Z-Trip) – 3:32 – Z-Trip
4. I Shall Not Be Moved – 5:23 – Gary G-Wiz
5. Get It In (featuring Bumpy Knuckles) – 3:10 – Bumpy Knuckles
6. Hoovermusic – 3:59 – DJ Pain 1, Divided Souls Entertainment
7. Catch the Thrown (featuring Large Professor & Cormega) – 4:26 – Large Professor
8. RLTK (featuring DMC) – 4:38 – Johnny "Juice" Rosado
9. Truth Decay – 4:11 – Sam Sever
10. Fassfood – 4:03 – R.A.S.
11. WTF?! – 6:22 – Clinton Sands